# Wąwolnica (Lublin)
Pour les articles homonymes, voir Wąwolnica.
Wąwolnica (prononciation [vɔ̃vɔlˈnit͡sa]) est un village de la gmina de Wąwolnica du powiat de Puławy dans la voïvodie de Lublin, situé dans l'est de la Pologne.
Le village est le siège administratif (chef-lieu) de la gmina appelée gmina de Wąwolnica.
Il se situe à environ 19 kilomètres au sud-est de Puławy (siège du powiat) et 31 kilomètres à l'ouest de Lublin (capitale de la voïvodie).
Le village comptait approximativement une population de 1 041 habitants en 2008.

## Histoire
De 1975 à 1998, le village est attaché administrativement à l'ancienne voïvodie de Lublin.

Depuis 1999, il fait partie de la nouvelle voïvodie de Lublin.

## Personnalités liées au village
- Józef Gosławski (1908-1963) - sculpteur et médailleur polonais